# Thamshavnbanen
63°18′42.329″N 9°51′49.187″Ø / 63.31175806°N 9.86366306°Ø
Thamshavnbanen er norsk jernbane, der i sin tid gik mellem Løkken Værk i Meldal og Thamshavn i Orkdal kommune i Trøndelag fylke i Norge. Banen blev oprettet for at transportere malm fra minerne i Løkken til udskibning, men den havde også persontrafik. Banen åbnede 10. juli 1908 som den første egentlige elektriske jernbane i Norge. Den normale person- og godtstrafik blev indstillet 30. april 1963, mens transporten af kis fortsatte frem til 29. maj 1974.
Banen blev genåbnet som veteranbane 10. juli 1983 og er i dag i drift som sådan mellem Løkken og Bårdshaug. Banen er verdens ældste vekselstrømsbane, der stadig er i drift. Den blev fredet i 2013.

## Historie
Thamshavnbanen blev bygget for at transportere malm fra minerne hos Løkken Værk, der producerede kobberholdig svovlkis, og nordpå ned gennem Orkdalen til Trondheimsfjordens sidearm Orkdalsfjorden.
I 1890'erne kom industrimanden Christian Thams tilbage fra udlandet til Orkdalen for at blive partshaver i sin fars forretning. Hans fastslog hurtigt, at det ikke var muligt at driverne minerne med manuelle pumper og besluttede at gå over til elektrisk drift af dem. Han fastslog også, at når han havde adgang til elektricitet, ville det også være muligt at drive kisbanen elektrisk. Da den åbnede mellem Svorkmo og Thamshavn i 1908, var det den første elektriske jernbane i Norge med både person- og godstrafik. I 1910 blev den forlænget fra Svorkmo til Løkken Værk. Banen blev drevet af Chr. Salvesen & Chr. Thams's Communications Aktieselskab.

### Anden verdenskrig
Kobber- og svovlkisproduktionen på Løkken Værk var meget vigtig for den tyske besættelsesmagt under 2. verdenskrig. De Allierede arbejdede derfor med planer om at bombe Løkken Værk.
I stedet gennemførte unge norske mænd fra Kompani Linge med rødder i Orkladalføret, heriblandt Peter Deinboll og Torfinn Bjørnaas, flere sabotageaktioner. Den første sabotageaktion på norsk grund godkendt af den norske eksilregering i London, Operasjon Redshank, blev gennemført, da Thamshavnbanens transformatorstation på Bårdshaug Station blev sprængt 4. maj 1942.
En anden kendt aktion fandt sted, da Torfinn Bjørnaas sprængte et lokomotiv på Løkken Station 31. oktober 1943. Et fotografi fra denne aktion er udstillet på Orkla Industrimuseum. Det er angiveligt den eneste sabotageaktion i Norge, der er foreviget på et billede. Et lokomotiv, der blev sprængt i Orkanger 31. oktober 1943, blev sendt til Oslo for reparation, for så efter reperationen at blive sprængt igen, denne gang af Oslogjengen 13. september 1944.

## Nedlagt og fredet
Person- og godstrafikken, undtagen kistogene, blev indstillet i 1963. I 1970'erne mindskedes minedriften så meget, at transport af kis med jernbane ikke længere var lønsom. Desuden var der brug for nye lokomotiver, en investering der ikke kunne forsvares med den lille produktion. Driften på banen blev derfor indstillet 29. maj 1974. Den blev dog aldrig nedlagt formelt, hvilket forenklede tingene, da driften med veterantog skulle påbegyndes.
Stræningen fra Løkken Værk til Svorkmo genåbnede som veteranbane i 1983. I dag kører der veterantog til Bårdshaug, hvorved 22 af banens oprindelige 25 km er taget i brug. Banen drives af Orkla Industrimuseum på Løkken Verk. I museets informationscenter på Løkken Verk er der udstillinger om jernbanevirksomheden, og togene kan køre direkte til og fra udstillingerne.
Thamshavnbanens Kongevogn, eller Salongmotorvogn 4 som den egentlig hedder, fra 1908 er efter sigende Norges bedst bevarede køretøj fra før 1914. Den er verdens eneste salonmotorvogn, der stadig er i drift. Som et kuriosum kan det nævnes, at en af lyspærene i vognen er en af verdens ældste, der stadig fungerer. Det er en Edison-lyspære fra 1908, der blev monteret, da vognen var ny. Der kendes kun en lyspære, der er ældre, den såkaldte "Centennial light" der blev lavet i 1890'erne og taget i brug i 1901 på brandstationen i Livermore, Californien, hvor den fortsat lyser. Der findes også en pære i Fort Worth, Texas der er lige så gammel som pæren i kongevognen.
Den 25 km lange banestrækning og 18 bygninger blev fredet af Riksantikvaren 19. december 2013.

## Tekniske data
Jernbanen blev bygget som vekselstrømsbane, med 25 Hz og 6.600 V. Bortset fra sporvejene i Trondheim og Helsinki er Thamshavnbanen den eneste elektriske bane i Norden, der er bygget med 1.000 mm sporvidde, også kaldet meterspor.
De tre første lokomotiver var blandt de allerførste brugbare lokomotiver i verden til enfaset vekselstrøm. Senere er enfaset vekselstrøm blevet næsten enerådende på elektriske jernbaner. Kørestrømmen med en frekvens på 25 Hz og en frekvens på 6.600 V blev transformeret ned til mellem 270 og 500 V. Dertil kom 110 V til opvarmning af togene og til luftkompressoren. Lokomotiverne havde trykluftbremser fra Westinghouse og kunne trække tog på op til 50 tons.
Banens stejleste stigning er på 44 ‰, hvilket gør den til Norges næst stejleste jernbane. Desuden har den nu Norges mindstekurveradius på 60 meter.